# 金沢クイーン賞
金沢クイーン賞（かなざわクイーンしょう）は、金沢競馬場ダート1500mで施行される地方競馬の重賞競走である。
正式名称は「報知新聞社杯 金沢クイーン賞」、スポーツ報知を発行する報知新聞社が優勝杯を提供している。

## 概要
2020年に金沢競馬場ダート1500mで行われる3歳以上牝馬（A2以下B1以上）による準重賞競走として創設。読売レディス杯のトライアル競走に指定され、本競走の1着馬には読売レディス杯の優先出走権が与えられる競走であった。2021年から3歳以上牝馬A1級以下の条件となる。
2025年度より重賞競走に昇格し、あわせて「ハクサンアマゾネス記念」の副称が付くようになる。

### 条件・賞金等（2025年）
条件
サラブレッド系3歳以上牝馬、金沢所属（他場の交流含め本年度の金沢競馬に出走歴必要）
負担重量
別定（3歳52kg、4歳以上55kg）
賞金額
1着300万円、2着96万円、3着48万円、4着36万円、5着30万円、着外6万円。
優先出走権付与
優勝馬に読売レディス杯の優先出走権が付与される。

## 歴代優勝馬
| 回次  | 施行日       | 優勝馬       | 性齢 | 所属 | タイム | 優勝騎手 | 管理調教師 | 馬主   |
| ----- | ------------ | ------------ | ---- | ---- | ------ | -------- | ---------- | ------ |
| 第1回 | 2025年7月8日 | リケアマロン | 牝4  | 金沢 | 1:33.9 | 吉原寛人 | 加藤和義   | 稲場澄 |

### 準重賞時代
| 施行日        | 優勝馬           | 性齢 | 所属 | タイム | 優勝騎手 | 管理調教師 | 馬主     |
| ------------- | ---------------- | ---- | ---- | ------ | -------- | ---------- | -------- |
| 2020年7月14日 | アンジュリアン   | 牝4  | 金沢 | 1:37.1 | 田知弘久 | 金田一昌   | 田中竜雄 |
| 2021年7月11日 | サツキジャスミン | 牝4  | 金沢 | 1:34.6 | 栗原大河 | 佐藤茂     | 鳴田啓志 |
| 2022年7月12日 | ベニスビーチ     | 牝4  | 金沢 | 1:34.3 | 吉原寛人 | 中川雅之   | 吉田勝利 |
| 2023年7月11日 | ベニスビーチ     | 牝5  | 金沢 | 1:34.7 | 吉原寛人 | 中川雅之   | 吉田勝利 |
| 2024年7月9日  | ベニスビーチ     | 牝6  | 金沢 | 1:35.2 | 吉原寛人 | 中川雅之   | 吉田勝利 |

各回競走結果の出典
- 金沢クイーン賞　歴代優勝馬 - 地方競馬全国協会
- JBISサーチ
  - 2020年、2021年、2022年、2023年、2024年、2025年